# كازوهيكو شيبا
كازوهيكو شيبا (باليابانية: 千葉 和彦) مواليد 21 يونيو 1985 في كوشيرو، هوكايدو، اليابان، هو لاعب كرة قدم ياباني يلعب مع سانفريس هيروشيما كمدافع. مثّل منتخب اليابان لكرة القدم.

## المسيرة الاحترافية

### أندية لعب لها
- أغوف أبيلدورن
- نادي دوردريخت
- آلبيركس نيغاتا
- سانفريس هيروشيما

## روابط خارجية
- كازوهيكو شيبا على موقع الاتحاد الدولي (مؤرشف)  (الإنجليزية)
- كازوهيكو شيبا على موقع رابطة كرة القدم اليابانية للمحترفين (اليابانية)
- كازوهيكو شيبا على موقع قاعدة بيانات كرة القدم.إي يو (الإنجليزية)
- كازوهيكو شيبا على موقع ناشيونال فوتبول تيمز (الإنجليزية)
- كازوهيكو شيبا على موقع Soccerway.com (الإنجليزية)
- كازوهيكو شيبا على موقع عالم كرة القدم.نت (الإنجليزية)
- كازوهيكو شيبا على موقع AS.com (الإسبانية)